# Orseolia
Orseolia är ett släkte av tvåvingar. Orseolia ingår i familjen gallmyggor.

## Dottertaxa tillOrseolia, i alfabetisk ordning[1]
- Orseolia andropogonis
- Orseolia apludae
- Orseolia bengalensis
- Orseolia bonzii
- Orseolia caulicola
- Orseolia ceylanica
- Orseolia ceylonica
- Orseolia cornea
- Orseolia cynodontis
- Orseolia difficilis
- Orseolia fluvialis
- Orseolia graminicola
- Orseolia graminis
- Orseolia indica
- Orseolia ischaemi
- Orseolia javanica
- Orseolia lourdusamyi
- Orseolia miscanthi
- Orseolia mnesitheae
- Orseolia monticola
- Orseolia nwanzei
- Orseolia orientalis
- Orseolia oryzae
- Orseolia oryzivora
- Orseolia paspali
- Orseolia paspalumi
- Orseolia polliniae
- Orseolia sallae
- Orseolia similis